# Sticky 69
Sticky 69（スティッキー ロック）は、SOUL'd OUTの音楽配信限定シングル、楽曲である。2013年12月18日にリリースされた。

## 概要
前作「Singin' My Lu」から約1年4か月ぶりのリリースであり、2013年1作目のシングル。『SOUL'd OUT LIVE TOUR 2013 " To All The Soldiers & Angels "』のツアーファイナルで初披露された。本楽曲の制作にはTeddyLoidが関わっている。本曲の発表を記念し、キャップなどのグッズが展開された。

## クレジット
- 作詞：Diggy-MO'・Bro.Hi
- 作曲：Diggy-MO'
- 編曲：Soul'd OUT・TeddyLoid

## 収録アルバム
- 『To From』(#1)